# Goma (banda)
Goma fue un grupo de jazz rock de Sevilla, creado en 1974 por impulso de una galería de arte, el Centro de Arte M-11, y disuelto en 1976.
A pesar de su breve existencia, es una de las bandas más influyentes de la primera hornada del Rock Andaluz. Estaba formado por Pepe Sánchez (saxo tenor), que había estado en Gong, Manolo Rodríguez (guitarra, futuro Imán), Germán Rodriguez-Hesles García, Alberto Toribio (teclados), Pepe Lagares (bajo), que estuvo en Veneno, y Antonio Smash, que fuera batería de los seminales Smash.
Su primer y único LP, titulado 14 de abril, se publicó en 1975, en el subsello Gong de Movieplay, con la colaboración del guitarrista flamenco Manuel Molina (ex-Smash, futuro Lole y Manuel). Es un disco brillante, con dosis bien asimiladas de King Crimson y complejidad instrumental.
Las buenas críticas recibidas no se acompasaron con las ventas, y la banda decidió separarse al año siguiente, para incorporarse a nuevos proyectos.